# ヴェロッキオ (小惑星)
ヴェロッキオ (6105 Verrocchio) は、小惑星帯に位置する小惑星である。パロマー天文台のトム・ゲーレルスとライデン天文台のファン・ハウテン夫妻が発見した。
15世紀のイタリア・フィレンツェの彫刻家・画家・建築家、アンドレア・デル・ヴェロッキオに因んで名付けられた。